# Ариткулов, Рамиль Камильевич
Рами́ль Ками́льевич Аритку́лов (род. 1 марта 1978, Керки, Чарджоуская область) — российский легкоатлет, специалист по бегу на средние дистанции. Выступал за сборную России по лёгкой атлетике в 2000-х годах, обладатель серебряной медали Универсиады в Тэгу, победитель и призёр первенств национального значения, участник летних Олимпийских игр в Афинах. Представлял Башкортостан, Татарстан и Челябинскую область. Мастер спорта России международного класса (2003).

## Биография
Рамиль Ариткулов родился 1 марта 1978 года в городе Керки Туркменской ССР.
Занимался лёгкой атлетикой в Детско-юношеской спортивной школе в Туймазы, Башкортостан, проходил подготовку под руководством тренера С. А. Суханова. Окончил Казанский государственный педагогический университет (2001). Состоял во всероссийском физкультурно-спортивном обществе «Динамо».
Начиная с 1997 года регулярно попадал в число призёров на юниорских и молодёжных первенствах России.
Впервые заявил о себе на взрослом всероссийском уровне в сезоне 2002 года, выиграв серебряную медаль в беге на 800 метров на чемпионате России в Чебоксарах. Попав в основной состав российской национальной сборной, выступил в той же дисциплине на чемпионате Европы в Мюнхене.
На чемпионате России 2003 года в Туле вновь стал серебряным призёром в беге на 800 метров. Будучи студентом, побывал на Универсиаде в Тэгу, откуда так же привёз награду серебряного достоинства.
В 2003 году на дистанции 800 метров получил серебро на очередном чемпионате России в Туле. Благодаря череде удачных выступлений удостоился права защищать честь страны на летних Олимпийских играх в Афинах — здесь в дисциплине 800 метров не смог преодолеть предварительный квалификационный этап.
После афинской Олимпиады Ариткулов ещё в течение некоторого времени оставался в составе российской легкоатлетической сборной и продолжал принимать участие в крупнейших международных турнирах. Так, в 2006 году в беге на 800 метров он одержал победу на зимнем чемпионате России в Москве, дошёл до полуфинала на чемпионате мира в помещении в Москве, также добавил в послужной список бронзовую медаль, полученную на чемпионате России в Туле, стартовал на чемпионате Европы в Гётеборге и Кубке мира в Афинах.
За выдающиеся спортивные достижения удостоен почётного звания «Мастер спорта России международного класса» (2003).